# Oliver Hassler
Oliver Hassler (4 de enero de 1988) es un deportista alemán que compite en lucha grecorromana. Ganó una medalla de plata en el Campeonato Mundial de Lucha de 2014, en la categoría de 98 kg.

## Palmarés internacional
| Campeonato Mundial | Campeonato Mundial   | Campeonato Mundial | Campeonato Mundial |
| Año                | Lugar                | Medalla            | Categoría          |
| ------------------ | -------------------- | ------------------ | ------------------ |
| 2014               | Taskent (Uzbekistán) | Medalla de plata   | 98 kg              |